# 情熱 (安全地帯の曲)
「情熱」（じょうねつ）は、日本のロックバンドである安全地帯の楽曲。
1990年11月7日にKitty Recordsから20枚目のシングルとしてリリースされた。前作「微笑みに乾杯」（1988年）よりおよそ2年3か月ぶりとなるシングルであり、作詞は松井五郎、作曲は玉置浩二、編曲は安全地帯が担当している。
1988年における活動休止宣言からの復帰作となったアルバム『安全地帯VII〜夢の都』（1990年）からのリカットであり、「I Love Youからはじめよう」（1988年）と同様のシンプルでエネルギッシュなロックナンバーである。テレビ朝日系2時間ドラマ『火曜ミステリー劇場』（1990年 - 1991年）のエンディングテーマとして使用され、オリコンシングルチャートでは最高位31位となった。

## 背景
6枚目のアルバム『安全地帯VI〜月に濡れたふたり』（1988年）リリース後、安全地帯は同年4月より7月23日の香港コロシアムまで「MIASS CONCERT 安全地帯VI」と題したコンサートツアーを17都市全24公演にて実施。8月24日にはフジテレビ系音楽番組『夜のヒットスタジオDELUXE』（1985年 - 1989年）に出演し、「より良い音楽をやりたいので、少しの間だけ時間を下さい」と安全地帯の活動休止を発表した。翌8月25日にはシングル「微笑みに乾杯」リリースし、同作を最後に安全地帯は活動休止となった。この活動休止に対し、矢萩渉は「それでもなにかやり残しているという閉塞感を残した」とコメントしている。
同年にはメンバーそれぞれがソロ活動を開始し、11月18日には玉置の初主演となるフジテレビ系テレビドラマ『並木通りの男～アイラブユーからはじめよう』が放映、挿入歌として「I Love Youからはじめよう」（1988年）が使用され、同ドラマにおいて玉置が音楽監督を担当し、ベース担当の六土開正も音楽制作に携わった。六土は他に11月18日に発売されたファミリーコンピュータ用ソフト『貝獣物語』の音楽を担当しており、12月には武沢豊や矢萩渉が参加したフジテレビ系テレビアニメ『F』のサウンドトラックがリリースされた。12月10日には安全地帯として初となるベストアルバム『I Love Youからはじめよう -安全地帯BEST-』がリリースされた。
1989年に入り、玉置は小林薫とのダブル主演となるTBS系テレビドラマ『キツイ奴ら』に出演、また同名漫画の映画化作品『右曲がりのダンディー』において玉置は主演映画第二弾への出演を果たすこととなった。1990年に入り、1991年冬季ユニバーシアードのテーマ曲をレコーディングするために久しぶりに安全地帯メンバーが集結することとなったが、1曲のみの予定がそのままアルバム制作に変更となり6月までレコーディングが行われることとなった。レコーディングにおいては前作までのようなサポートミュージシャンは一切起用せず、メンバー5人だけでの演奏に拘った結果、キーボードのプログラミング作業などもメンバー自らが行うこととなった。7月25日には7枚目となるアルバム『安全地帯VII〜夢の都』がリリースされ、同作では「初心を取り戻そう」との思いからプロデュースのクレジットは安全地帯と大きく表記されており、また外部のミュージシャンが一切参加していない作品となった。

## リリース、音楽性、チャート成績
本作は1990年11月7日にKitty Recordsより8センチCDとしてリリースされた。元号が昭和から平成に改元されてから初のシングルとなり、本作から23枚目のシングル「ひとりぼっちのエール」（1993年）まで、安全地帯のシングルは8センチCDのみとなった。シングル盤のディスクジャケットはアルバム『安全地帯VII〜夢の都』の別カットになっており、ジャケットには以下の英文が記載されている。
| 「 | There is a time when we all had dreament.Don't forget that passion and dream will go on forever. （訳: 私たち全員が夢を見た時があります。情熱と夢は永遠に続くことを忘れないでください。） | 」 |

ベスト・アルバム『ALL TIME BEST』（2017年）の楽曲解説では、本作が「I Love Youからはじめよう」を彷彿させるシンプルでエネルギッシュなロックナンバーであると表記しているほか、「I Love Youからはじめよう」が「人の背中を押し、気持ちを鼓舞する曲」であるのに対し、本作は「自分を叱咤激励している」曲であると表記している。本作はテレビ朝日系2時間ドラマ『火曜ミステリー劇場』（1990年 - 1991年）のテーマ曲として使用された。
本作はオリコンシングルチャートにおいて最高位31位、登場週数は4回で売り上げ枚数は2.0万枚となった。本作の売り上げ枚数は安全地帯のシングル売上ランキングにおいて20位となった。

## カバー
- 李克勤（英語版） - 広東語バージョン、「懐念她」のタイトルでアルバム『Love』（1990年）に収録。

## シングル収録曲
| 全作詞: 松井五郎、全作曲: 玉置浩二、全編曲: 安全地帯。 |                   |          |            |      |
| #                                                      | タイトル          | 作詞     | 作曲・編曲 | 時間 |
| 1.                                                     | 「情熱」          | 松井五郎 | 玉置浩二   | 3:35 |
| 2.                                                     | 「Seaside Go Go」 | 松井五郎 | 玉置浩二   | 2:03 |
| 合計時間:                                              | 合計時間:         | 5:38     |            |      |

## リリース履歴
| No. | 日付          | レーベル      | 規格      | 規格品番  | 最高順位 | 備考 |
| --- | ------------- | ------------- | --------- | --------- | -------- | ---- |
| 1   | 1990年11月7日 | Kitty Records | 8センチCD | KTDR-2005 | 31位     |      |

## 収録アルバム
「情熱」
- 『安全地帯VII〜夢の都』（1990年）
- 『安全地帯 COMPLETE BEST』（2005年）
- 『ALL TIME BEST』（2017年）
- 『安全地帯 IN 甲子園球場「さよならゲーム」』（2020年）
- 『THE BEST ALBUM 40th ANNIVERSARY 〜あの頃へ〜』（2022年）

「Seaside Go Go」
- 『安全地帯VII〜夢の都』（1990年）